# Pyramimonas-orientalis-Virus
Pyramimonas-orientalis-Virus, wissenschaftlich Heliosvirus raunefjordenense, ist eine vom International Committee on Taxonomy of Viruses (ICTV) im April 2023 zusammen mit der Gattung Heliosvirus eingerichtete Spezies (Art) von Riesenviren (englisch giant viruses, auch giruses) um den Stamm Pyramimonas orientalis virus 01B (PoV-01B). H. raunefjordenense ist die einzige Spezies in der Gattung Heliosvirus, die zusammen mit der Gattung Oceanusvirus die neue Familie Allomimiviridae (früher Tetraselmisvirus-Gruppe) in der Ordnung Imitervirales bildet.

## Forschungsgeschichte
Da PoV-01B Grünalgen der Gattung Pyramimonas (Prasinophytae) parasitiert, hatte man diesen Stamm zunächst vorschlagsweise der Familie Phycodnaviridae (etwa der Gattung Prasinovirus; in der heutigen Ordnung Algavirales) zugeordnet. Phylogenetische Untersuchungen zeigten aber ab 2008, dass dieser Stamm zusammen mit einigen anderen Algenviren näher mit den Amöbenviren der Familie Mimiviridae in der gemeinsamen Klasse Megaviricetees des Phylums Nucleocytoviricota (NCLDV) verwandt ist.

## Beschreibung

### Morphologie
Das Pyramimonas-orientalis-Virus hatte eine Partikelgröße von 220 × 180 nm.
Bilder von PoV-Virionen (Virusteilchen) findet man bei Ruth-Anne Sandaa (2001).

### Genom
PoV-01B hat ein dsDNA-Genom mit einer Größe von 560 kBp (Kilobasenpaaren).
Die Größe des Hauptpolypeptids beträgt 44 kDa (kilo-Dalton). Die Genomgrößen dieser Viren gehören zu den größten, die jemals für Viren berichtet wurden, und sie sind größer als das für zelluläres Leben erforderliche Minimum.
Die phylogenetische Analyse der DNA-Polymerase und der Sequenzen der Hauptkapsidproteine ergaben, dass PoV zusammen mit dem vorgeschlagenen „Phaeocystis-pouchetii-Virus 01“ (PpV-01) und Chrysochromulina-ericina-Virus 01B (Cev-01B) eine monophyletische Gruppe bilden, die mit den Mimiviridae ein Cluster bildet. Insbesondere sind die DNA-Polymerase-Sequenzen dieser drei Algenviren sehr eng mit ihrem Homolog in der Gattung Mimivirus verwandt.

## Wirte
PoV-01B parasitiert marine Grünalgen der Gattung Pyramimonas (Prasinophytae), insbesondere P. orientalis und P. plurioculata.
Die Größe des Virusausbruchs wird auf 800–1000 Viren pro Wirtszelle für PoV (im Vergleich zu 1800–4100 für das Chrysochromulina-ericina-Virus) geschätzt.

## Kultivierung
Ogata et al kultivierten PoV-01B, indem sie zuvor exponentiell wachsende Kulturen von P. orientalis (Stamm IFM) in Meerwasserproben mit dem Virus inokulierten.
Die Meerwasserproben für die Konzentration der Viren wurden im Juni 2006 im Raunefjord (Raunefjorden, 60° 16′ 25″ N, 5° 11′ 6″ O, nach den Autoren 60°27′N, 5°21′E) entnommen.
Diese nichtklonalen (nicht von einem einzigen Organismus abstammenden) viralen Lysate wurden für mehr als zwei Generationen in Kultur gehalten, ohne dass weitere Reinigungsschritte vor der PCR durchgeführt wurden.

## Systematik
Systematik nach International Committee on Taxonomy of Viruses (ICTV) und Aylward et al. (2021):
Phylum: Nucleocytoviricota (NCLDV), Klasse: Megaviricetes, Ordnung: Imitervirales
- Familie: Allomimiviridae (Tetraselmisvirus-Gruppe)
  - Gattung: Oceanusvirus (mit Tetraselmis virus 1)
  - Gattung: Heliosvirus
    - Spezies: Heliosvirus raunefjordenense
      - Stamm: Pyramimonas orientalis virus 01B[3]

## Etymologie
Die provisorische Bezeichnung verweist auf den Hauptwirt (bzw. für die erstmalige Kultivierung benutzten Wirt), Pyramimonas orientalis. Der offizielle Gattungsname verweist auf den Sonnengott Helios der griechischen Mythologie, Sohn der Titanen Hyperion und Theia. Das Art-Epitheton raunefjordenense verweist auf den Ort der Probeentnahmen, das norwegische Raunefjord bei Bergen.